# Bufo anderssoni
Bufo anderssoni là một loài cóc thuộc họ Bufonidae.
Loài này có ở Brasil, Colombia, có thể ở cả Peru và Venezuela.
Môi trường sống tự nhiên của chúng là rừng ẩm vùng đất thấp nhiệt đới hoặc cận nhiệt đới và đầm nước ngọt có nước theo mùa.
Chúng hiện đang bị đe dọa vì mất nơi sống.

## Hình ảnh

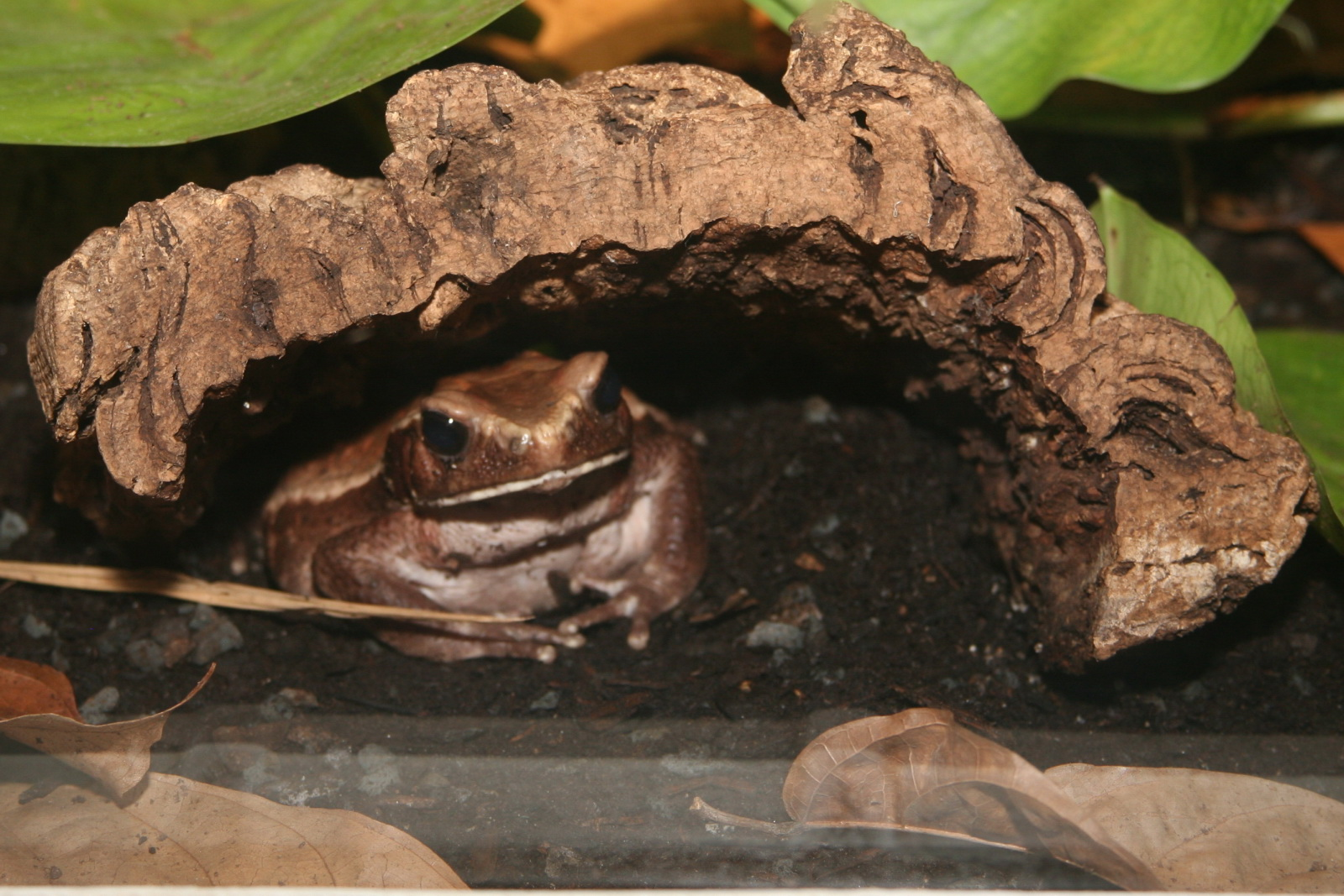
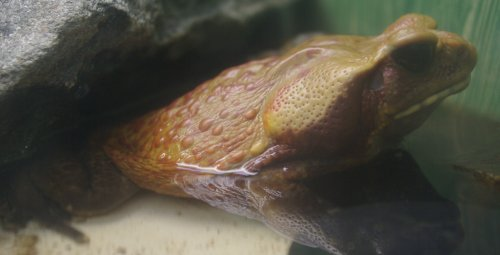
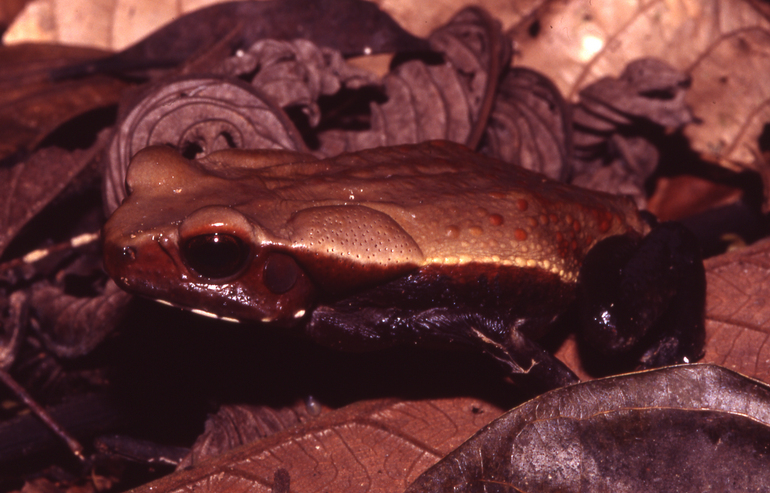
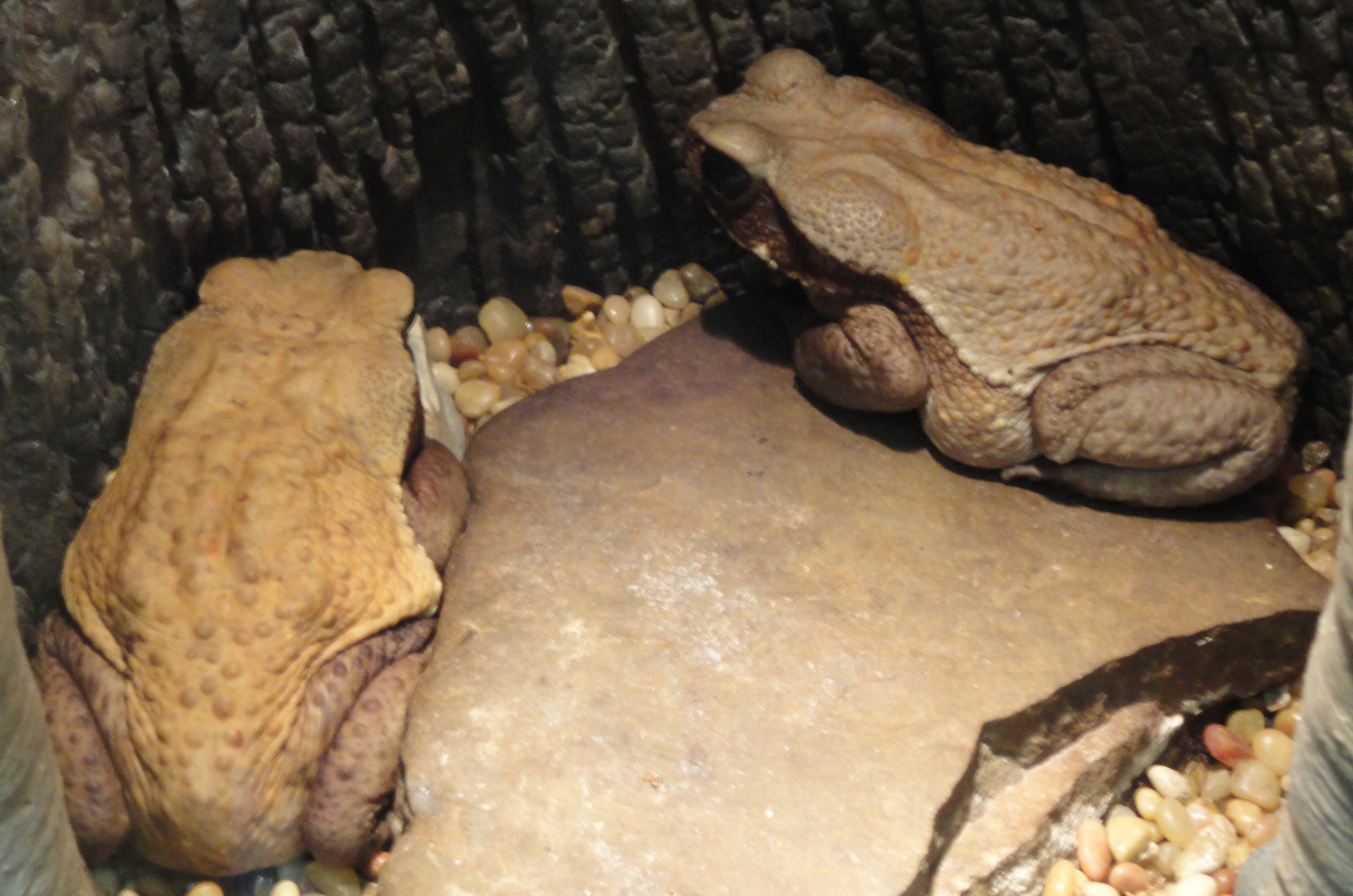